# Guarigione del paralitico di Cafarnao

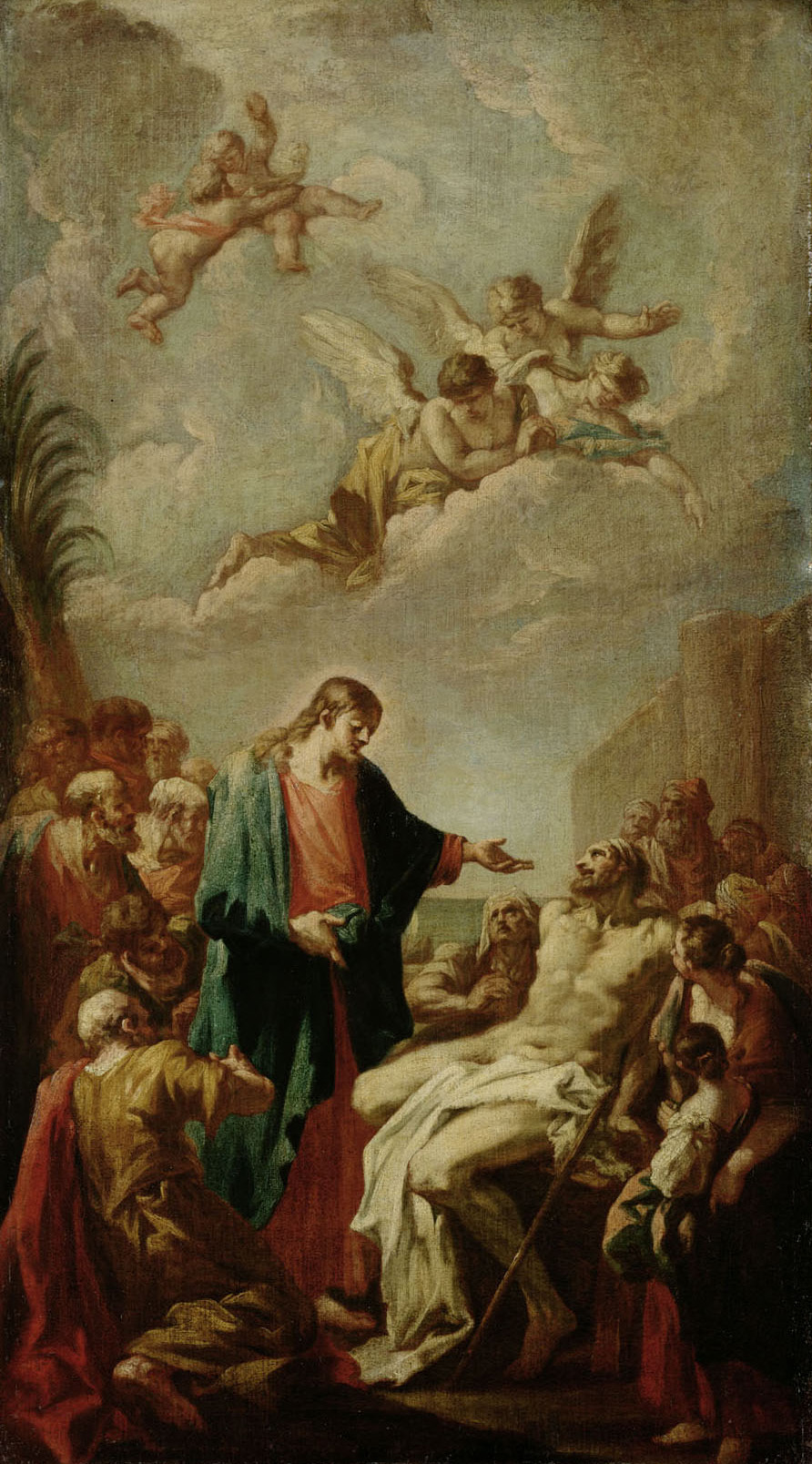
Giovanni Antonio Pellegrini (1675–1741) - Gesù guarisce il paralitico.

La guarigione del paralitico di Cafarnao è uno dei miracoli di Gesù, narrato nei tre vangeli sinottici (Mc 2,1-12; Mt 9,1-8; Lc 5,17-26). Matteo offre la narrazione più breve tra i vangeli.

## Racconto evangelico
Gesù insegna, alla presenza anche di farisei e maestri della Legge, in un'abitazione di Cafarnao, in Galilea. Secondo il Vangelo di Marco, alcuni uomini giungono presso tale abitazione con un paralitico su un lettino ma, non permettendo loro la calca della folla di raggiungere Gesù, decidono di farlo passare dal tetto dell'abitazione:
Nella versione lucana, invece, come osservano gli esegeti della École biblique et archéologique française (i curatori della cattolica Bibbia di Gerusalemme), "la terrazza palestinese di Mc2,4 diventa in Luca il tetto di una casa greco-romana": "Non trovando da qual parte introdurlo a causa della folla, salirono sul tetto e lo calarono attraverso le tegole con il lettuccio davanti a Gesù, nel mezzo della stanza." (Lc5,19).
Gesù, vista la fede dimostrata da questi uomini, guarisce il paralitico dicendogli: «Figliolo, ti sono rimessi i tuoi peccati» (Mc2,5). Queste parole scandalizzano i farisei presenti: "«Perché costui parla così? Bestemmia! Chi può rimettere i peccati se non Dio solo?»" (Mc2,7). Gesù risponde loro:
Il paralitico, guarito, se ne va portando via il suo lettuccio.